# Pemenang
Pemenang is een plaats in Indonesië, gelegen op het eiland Lombok. 